# بول ريتشاردسون
بول ريتشاردسون (بالإنجليزية: Paul Richardson)‏ (و. 1992  م) هو لاعب كرة قدم أمريكية، من الولايات المتحدة، ولد في لوس أنجلس، يلعب كمستقبل واسع ‏.

## التعليم
تعلم في Junípero Serra High School (Gardena, California) ‏.